# 輝元出頭人

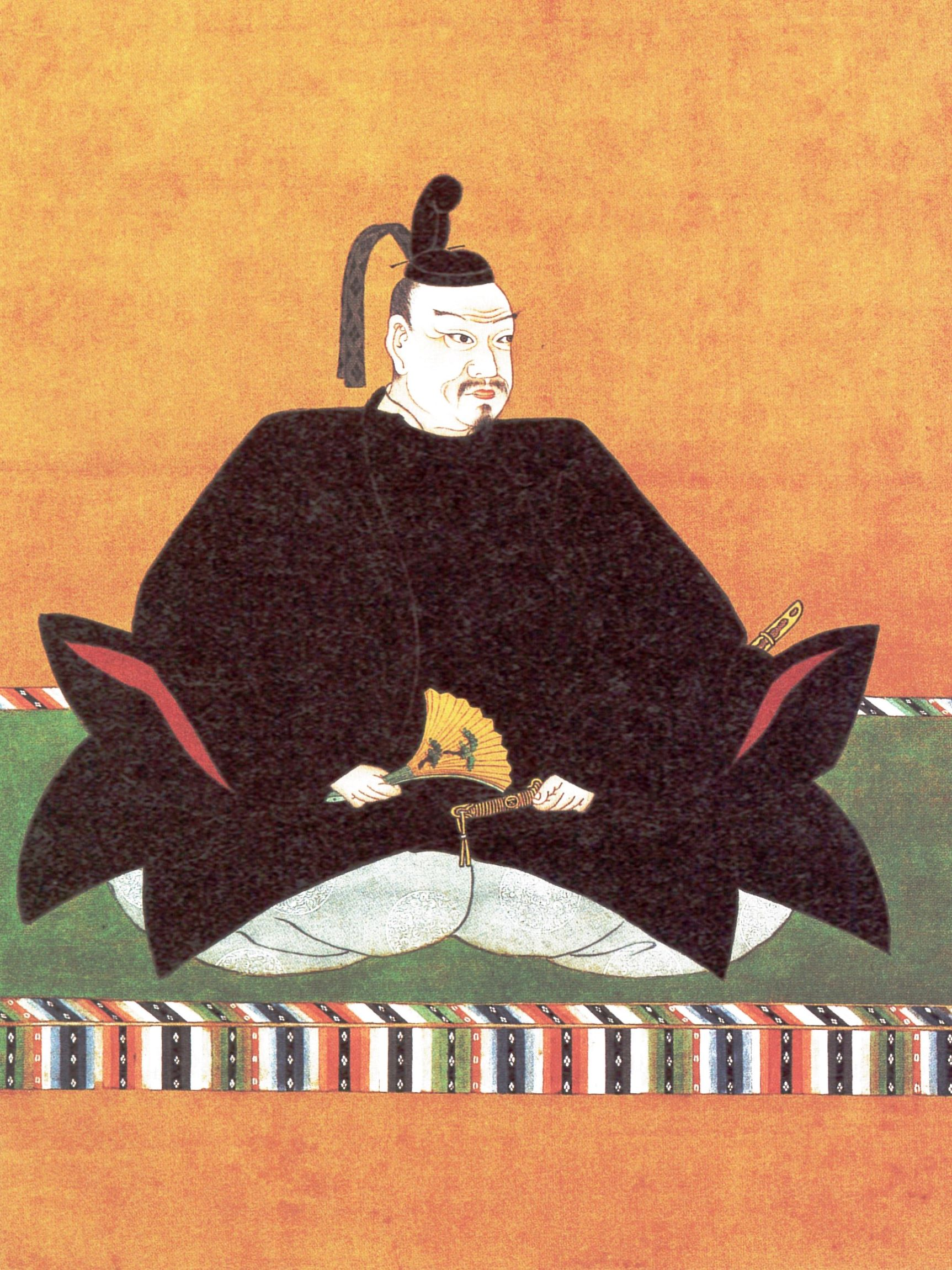
毛利輝元

輝元出頭人（てるもとしゅっとうにん）とは、豊臣政権期において毛利輝元を支えた側近。以下の5人を指す。
- 榎本元吉（大内氏旧臣の一族）
- 佐世元嘉（尼子氏旧臣）
- 二宮就辰（二宮春久の息子、または毛利元就の落胤）
- 堅田元慶（安芸国人より抜擢）
- 張元至（劉邦の軍師・張良の末裔を自称）

輝元は朝鮮から帰国した文禄2年（1593年）8月以降、榎本元吉、佐世元嘉、二宮就辰、堅田元慶、張元至の5人に毛利氏の中央行政を担わせた。これにより、輝元は豊臣期末、自らを頂点とし、輝元出頭人が領国統治を主導するという、一元的支配を構築することを可能とした。
また、この5人は様々な出自や経歴を持つ人物たちで、出自や家格にとらわれず能力評価に基づいて人材登用を図る輝元の姿勢が窺える。